# Pteris denticulata
Pteris denticulata là một loài thực vật có mạch trong họ Pteridaceae. Loài này được Sw. miêu tả khoa học đầu tiên năm 1788.